# Gamma Hydri
Gamma Hydri (γ Hyi / γ Hydri) è la terza stella più luminosa della costellazione dell'Idra Maschio. Il suo nome è da non confondere con γ Hydrae (Dhanab al Shuja) nella costellazione dell'Idra.

## Osservazione
Si tratta di una stella situata nell'emisfero celeste australe e ciò comporta che la stella sia osservabile prevalentemente dall'emisfero sud, dove si presenta circumpolare già a sud del parallelo 16° S; avendo una declinazione di −74° dall'emisfero nord la sua visibilità è invece limitata alle aree nei pressi dell'equatore, e comunque non più a nord della latitudine 16° N. La sua magnitudine pari a 3,24 le consente di essere scorta con facilità anche dalle aree urbane di moderate dimensioni, sebbene un cielo non eccessivamente inquinato sia maggiormente indicato per la sua individuazione.

## Caratteristiche fisiche
Gamma Hydri è una gigante rossa di classe spettrale M2III, con una temperatura superficiale di 3.620 K. Dista 214 anni luce dalla Terra, e ha una luminosità 655 volte maggiore di quella del Sole.
Lo stato evolutivo della stella è incerto. È possibile che stia aumentando la sua luminosità con un nucleo inerte di elio, può avere iniziato la fusione di elio in carbonio in ossigeno mentre diminuisce la luminosità, o che la stia aumentando una volta esaurito l'elio, prima di disperdere i suoi strati esterni per rimanere con il solo nucleo formando una nana bianca.
Recenti osservazioni del satellite Hipparcos, suggeriscono che Gamma Hydri sia una stella binaria, ma successivi studi non sembrano confermare questa scoperta.